# Alice Pantermüllerová
Alice Pantermüllerová (* 9. července 1968 ve Flensburgu) je německá autorka dětských knih. Proslavila se především sérií Lenčiny katastrofy.

## Životopis
Alice Pantermüllerová již od dětství psala příběhy, kterými spolu se svou mladší sestrou plnila školní sešity. Tenkrát si ještě ale nebyla jistá, zda by se chtěla stát spíše spisovatelkou nebo raději učitelkou. Po studiu gymnázia ve Flensburgu se rozhodla pokračovat studiem oboru učitelství němčiny, umění a dějin pro základní a střední školy. Po dokončení studia odjela do Skotska pracovat jako pomocná učitelka pro výuku němčiny, kde vyučovala hned na dvou základních školách. Po svém návratu začala přemýšlet o odchodu z učitelské branže a pustila se do studia oboru knihkupec.
Od roku 2000 žije se svým mužem a dvěma syny v Dolním Sasku.

## Kariéra
V závěru roku 2009 se zúčastnila konkurzu vypsaného nakladatelstvím Arena, jednou literární agenturou a mnichovským Merkurem. Konkurz si kladl za cíl najít román jakéhokoliv žánru pro čtenáře od 10 do 14 let. Alice do soutěže přispěla svým příběhem Ostrov dinosaurů, který původně psala pro své dva syny. Její rukopis se ale dokázal mezi dvěma sty příběhy prosadit a konkurz vyhrál. Nakladatelství Arena vydalo rukopis v roce 2001 pod názvem Bendix Brodersen aneb Strašpytlové nezažijí žádná dobrodružství.
Alice Pantermüllerová se po tomto úspěchu stala slavnou především díky sérii Lenčiny katastrofy, ve které vypráví prostřednictvím deníku vtipné zážitky desetileté Lenky a její nejlepší kamarádky Xeni. Série je bohatě ilustrována Danielou Kohlovou.

## Film
Podle série Lenčiny katastrofy se natáčí v Severním Porýní-Vestfálsku a Bavorsku film. Natáčení bude probíhat do začátku listopadu 2018, německá kina uvedou tento film v roce 2019. Natáčení se chopila režisérka Neele Leana Vollmar, která už slavila úspěch se sérii pro mladé diváky s názvem Rico a Oskar, malí detektivové.
Film je z produkce Lieblingsfilm a Dagstar Film v koprodukci se Senator Film.

## Dílo
- Lenčiny katastrofy: Všude plno králíků (2017, Bookmedia)
- Lenčiny katastrofy: Mezi ovcemi a slepicemi (2017, Bookmedia)
- Lenčiny katastrofy: Zaklínaní hadů (2018, Bookmedia)